# Aulogymnus trilineatus
Aulogymnus trilineatus is een vliesvleugelig insect uit de familie Eulophidae. De wetenschappelijke naam is voor het eerst geldig gepubliceerd in 1877 door Mayr.